# Calathusa argentea
Calathusa argentea är en fjärilsart som beskrevs av Holloway 1979. Calathusa argentea ingår i släktet Calathusa och familjen trågspinnare. Inga underarter finns listade i Catalogue of Life.